# Alegoria
Alegoria è il primo EP del cantante e drag queen brasiliano Gloria Groove, pubblicato il 12 novembre 2019 dalla SB Music.